# Paracetonurus flagellicauda
Paracetonurus flagellicauda es una especie de pez de la familia Macrouridae en el orden de los Gadiformes.

## Morfología
• Los machos pueden llegar alcanzar los 39,3 cm de longitud total.

## Hábitat
Es un pez de aguas profundas que vive entre 2.250-4.500 m de profundidad.

## Distribución geográfica
Se encuentra al noreste del  Atlántico y el suroeste del Índico.